# فالکون ۹

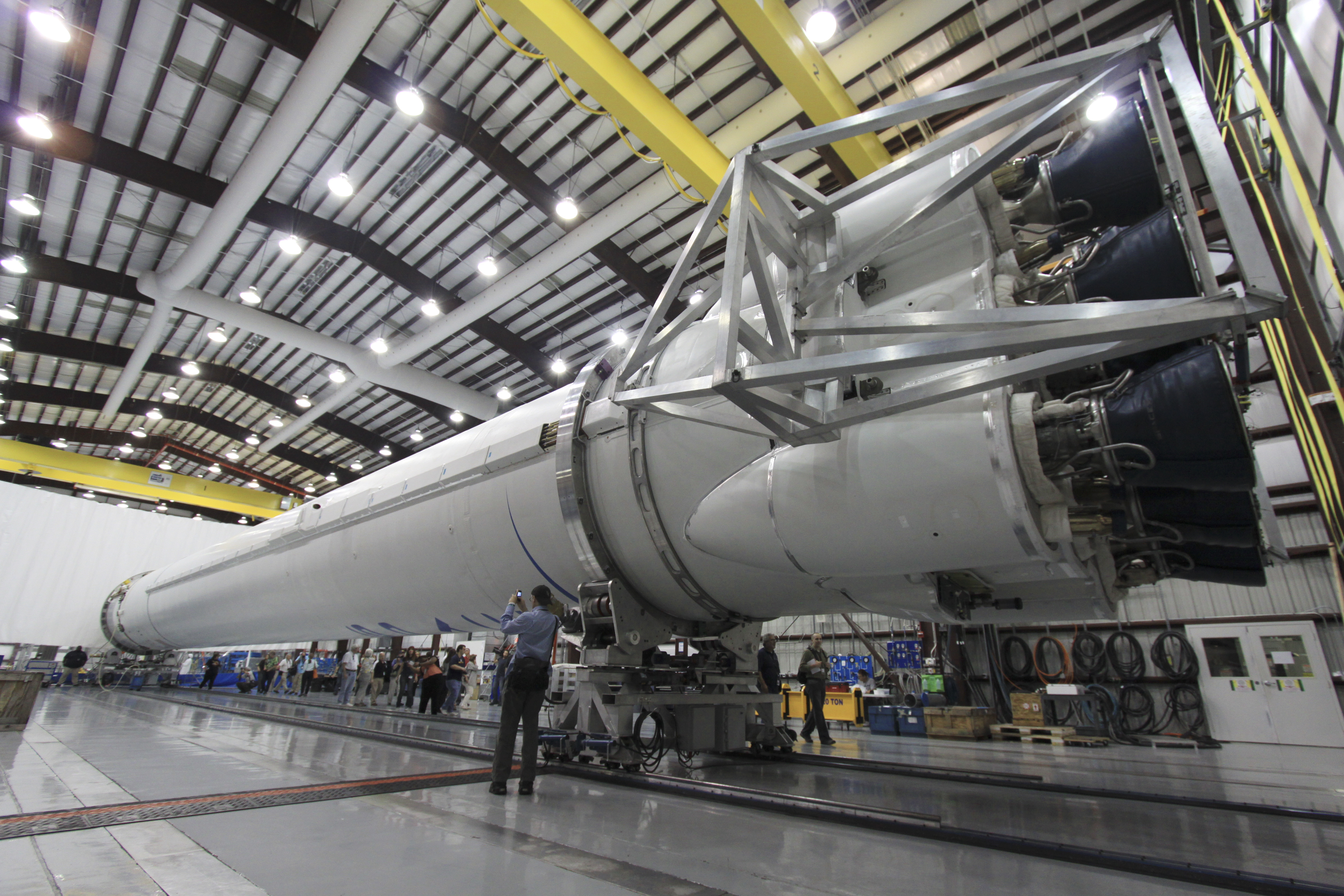

فالکون ۹ یک پرتابگر متوسط قابل استفاده مجدد است که توسط شرکت هوافضای آمریکایی اسپیس‌اکس طراحی، تولید و پرتاب شده‌است. این راکت می‌تواند محموله و خدمه را به مدار زمین حمل کند. همچنین می‌توان از آن به عنوان پرتابگر سنگین مصرفی استفاده کرد. اولین پرتاب فالکون ۹ در ژوئن ۲۰۱۰ بود. اولین مأموریت تجاری فالکون ۹ در ۸ اکتبر ۲۰۱۲ به ایستگاه فضایی بین‌المللی بود. در سال ۲۰۲۰ این اولین راکت تجاری بود که انسان را به مدار زمین ارسال کرد و در حال حاضر تنها پرتابگری‌است که قادر به انجام این کار است. این تنها راکت ایالات متحده است که در حال حاضر برای انتقال انسان به ایستگاه فضایی بین‌المللی تأیید شده‌است. در سال ۲۰۲۲، این راکت با بیشترین پرتاب در تاریخ و با داشتن یک شکست، به ایمن‌ترین راکت تبدیل شد.
فالکون ۹ یک پرتابگر آسانسوری بردِ متوسط دو مرحله‌ای تا مدار است که امکان استفاده مجدد دارد و توسط اسپیس‌اکس در ایالات متحده طراحی و ساخته شده‌است. فالکون ۹ از موتورهای مرلین استفاده می‌کند و سوخت اکسیژن مایع کریوژنیک و نفت سفید موشک (آرپی-۱) را به عنوان پیشرانه می‌سوزاند. نام آن برگرفته از سفینه فضایی تخیلی Star Wars Millennium Falcon و نه موتور مرلین مرحله اول موشک است. موشک با نسخه‌های v1.0 (2010–2013)، v1.1 (2013–2016)، v1.2 «Full Thrust» (۲۰۱۵ – حال)، از جمله نوع Block 5 Full Thrust، از ماه مه سال ۲۰۱۸ پرواز کرد. برخلاف اکثر راکت‌ها، که سیستم پرتابی یکبار مصرف و پر هزینه هستند، از زمان معرفی نسخه کامل، فالکون ۹ تا حدودی قابل استفاده مجدد است. مرحله اول موشک قادر به ورود مجدد به جو و فرود آمدن عمودی پس از جدا شدن از مرحله دوم است. این شاهکار برای اولین بار در پرواز ۲۰ با نسخه نسخه ۱٫۲ در دسامبر ۲۰۱۵ حاصل شد.

## تاریخچه
در ابتدا اسپیس‌اکس قصد داشت پرتاب فالکون ۱ خود را با یک موشک بُرد متوسط، یعنی فالکون ۵، دنبال کند. در سال ۲۰۰۵، اسپیس‌اکس اعلام کرد که در عوض در حال توسعه فالکون ۹ به عنوان «یک وسیله پرتاب آسانسوری کاملاً قابل استفاده مجدد» است و قبلاً یک مشتری دولتی را تضمین کرده‌است. فالکون ۹ با توانایی پرتاب تقریباً ۹٬۵۰۰ کیلوگرم (۲۱٬۰۰۰ پوند) به مدار پایین زمین توصیف شده‌است و پیش‌بینی می‌شد در هر پرواز ۵۰ میلیون دلار قیمت داشته باشد (با قسمت بار ۳٫۷ متری (۱۲ فوت)). این مبلغ برای با قسمت بار ۵٫۲ متری (۱۷ فوت) ۶۱ میلیون دلاراست. اسپیس‌اکس همچنین از تولید نسخه سنگین فالکون ۹ با ظرفیت بارگیری تقریبی ۲۵۰۰۰ کیلوگرم (۵۵۰۰۰ پوند) خبر داد. فالکون ۹ قرار بود پرتاب را به LEO , GTO، و همچنین با خدمه و وسایل نقلیه باری به ایستگاه فضایی بین‌المللی امکان‌پذیر کند.

## پرتاب‌ها
موشک‌های خانواده فالکون ۹ طی ۱۰ سال ۸۸ بار پرتاب شده‌اند و در نتیجه ۸۶ موفقیت کامل مأموریت (۹۷٫۷٪)، یک موفقیت جزئی (CRS-1 محموله خود را به ایستگاه فضایی بین‌المللی تحویل داد، اما محموله دوم در مداری پایین‌تر از مدار برنامه‌ریزی شده گیر افتاد) و یک شکست (فضاپیمای CRS-7 که ۱۳۹ ثانیه پس از پرتاب منفجر شد). علاوه بر این، یک موشک و میزان بار آن Amos-6 قبل از پرتاب در آماده‌سازی برای آزمایش آتش‌سوزی استاتیک نابود شد.

## سوخت
سوختِ فالکون، ترکیبی شاملِ اکسیژن مایع و آر پی وان (گونه‌ای نفت سفید) است.

## جستارهای وابسته

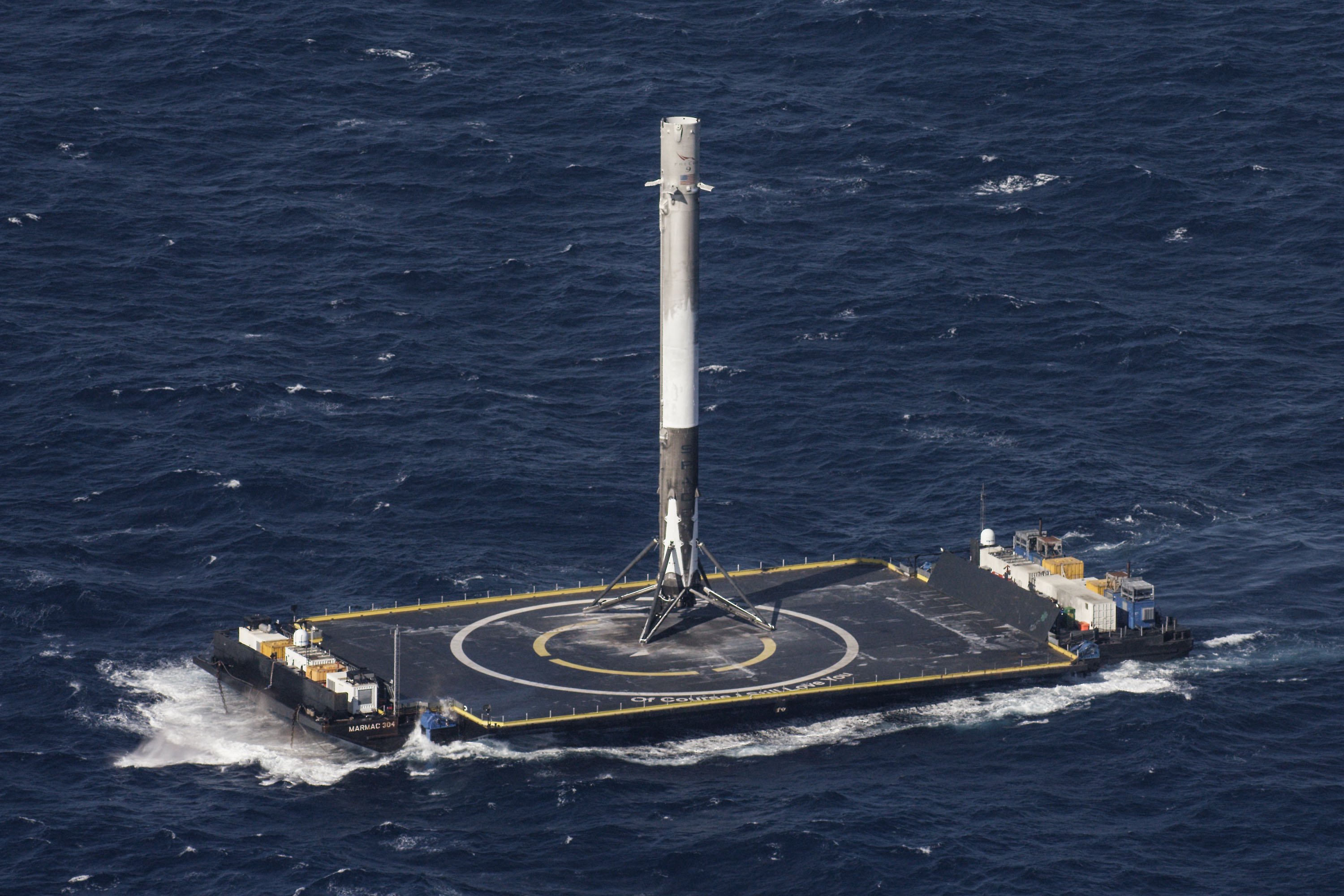
موشک فالکون ۹، پس از فرود موفقیت‌آمیز بر سکویی در دریا